# Kuretenstraße

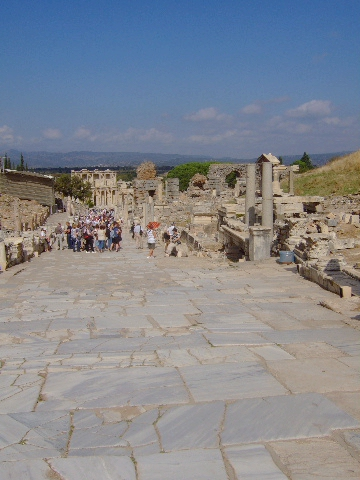
Kuretenstraße in westlicher Richtung

Die  Kuretenstraße war eine der Hauptstraßen der antiken Stadt Ephesos in der heutigen Türkei.
Der antike Name der Straße dürfte Embolos (altgriechisch ἔμβολος ‚Keil‘) oder Plateia (πλατεῖα ‚breite Straße‘) gewesen sein. Ihren modernen Namen erhielt sie von dort gefundenen Inschriften der ephesischen Kureten, die ursprünglich aus dem Prytaneion stammten. Die Straße ist mit Kalkstein- und Marmorplatten gepflastert und führt in der Talsenke zwischen den beiden Stadtbergen von Ephesos, Bülbüldağ und Panayirdağ, vom Herakles-Tor zur Celsus-Bibliothek. Anders als die anderen Straßen der Stadt folgt die Kuretenstraße nicht dem rechtwinkeligen hellenistisch-römischen Straßensystem, was vermutlich auf ihr hohes Alter und damit verbunden auf ihre Bedeutung für kultische Prozessionen zurückgeht.
Während der östliche Straßenabschnitt von Säulenhallen mit dahinter liegenden Geschäften und Hanghäusern gesäumt wird, liegen im westlichen Abschnitt öffentliche Gebäude sowie Grab- und Ehrenmonumente, darunter das Nymphaeum Traiani, das Heroon des Stadtgründers Androklos, das Oktogon, in dessen unterirdischer Grabkammer die Überreste einer jungen Aristokratin, möglicherweise der Arsinoë IV., gefunden wurden, der Hadrianstempel, die Scholastikia-Thermen und das Hadrianstor.
Durch ein Erdbeben im 4. Jahrhundert n. Chr. wurde die Straße stark in Mitleidenschaft gezogen.

## Galerie

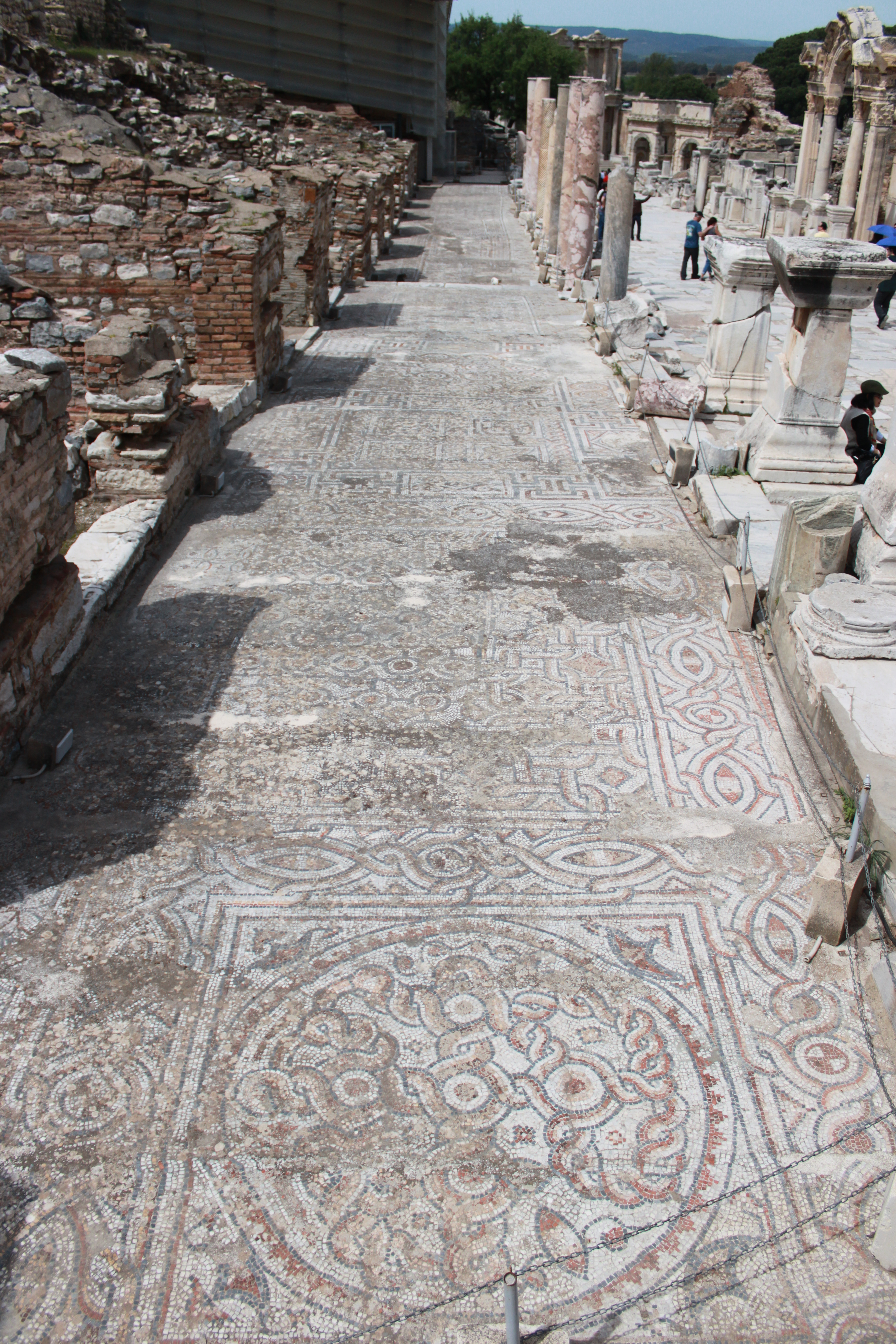
Mosaikfußboden vor den Läden
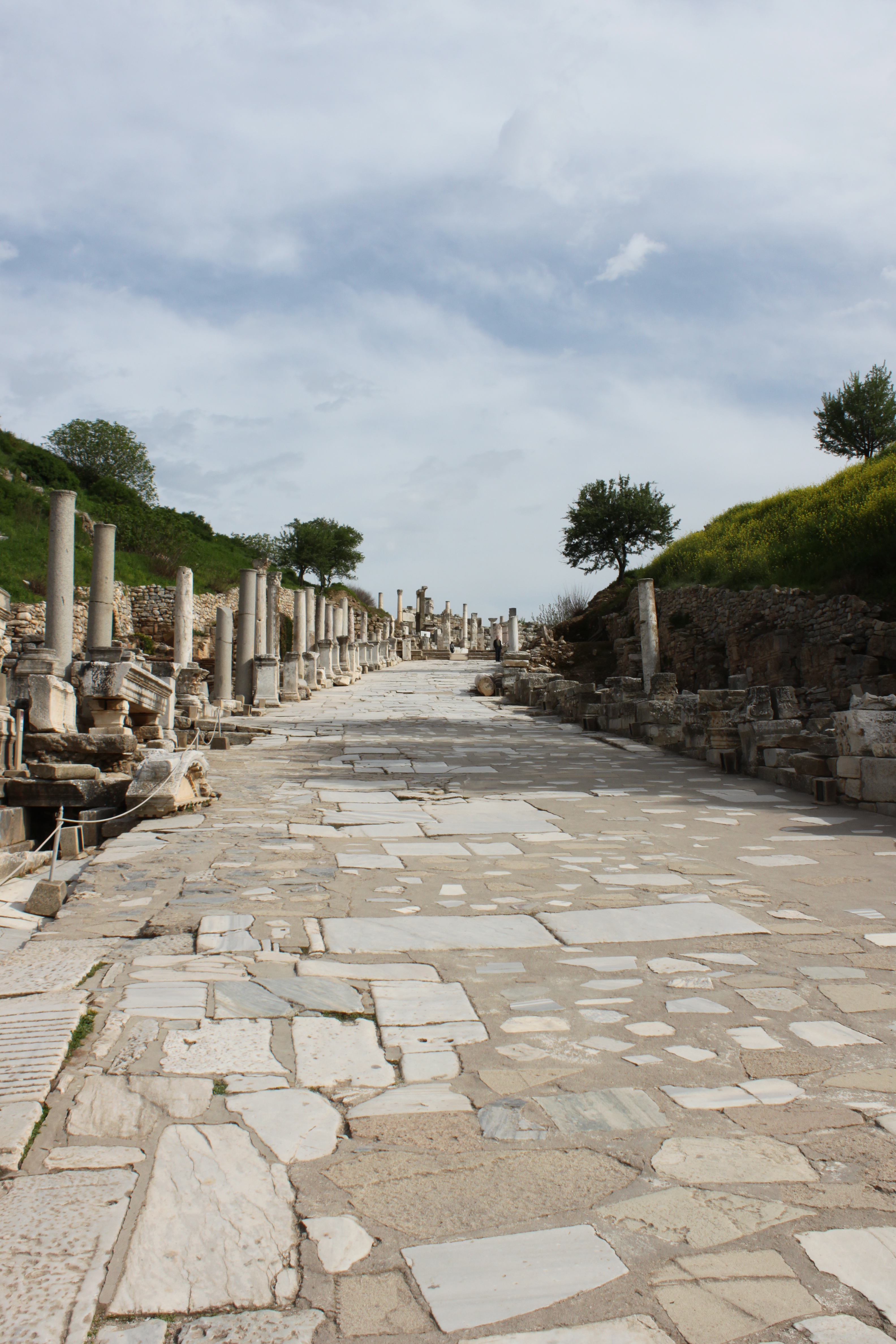
Kuretenstraße in östlicher Richtung
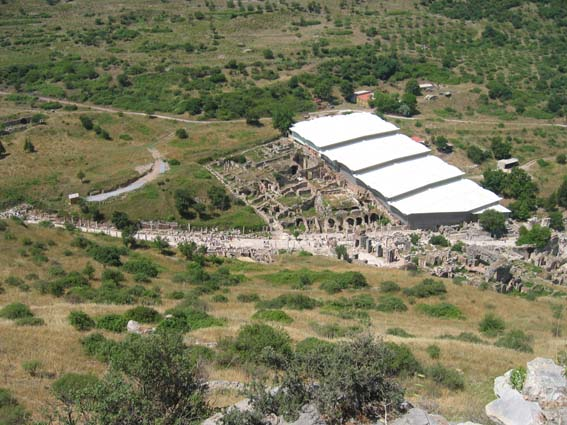
Kuretenstraße und Hanghäuser vom Panayirdağ aus